# Callipurbeckiidae
De Callipurbeckiidae zijn een familie van uitgestorven straalvinnige beenvissen uit de orde Semionotiformes. Vissen van de familie verscheen in het Norien van het Laat-Trias. Tlayuamichin, het laatste geslacht van de Callipurbeckiidae, komt uit het Aptien van het late Vroeg-Krijt. De familie Callipurbeckiidae werd pas in 2012 benoemd en bestaat uit geslachten die voorheen werden toegewezen aan de Semionotidae (nu alleen Semionotus).

## Kenmerken
De Callipurbeckiidae hadden een gedrongen lichaam, een langwerpige kop en een spitse snuit. De ogen kunnen groot of klein zijn, de rugvin klein en puntig of lang en breed. Het kleine pariëtale had een lengte van minder dan een derde van de lengte van het frontale. Het suboperculum, een bot aan de buitenrand van het kieuwdeksel, had een opvallende uitgroei. Het zijlijnsysteem strekte zich uit tot het ooggebied. Het supracleithrum, een bedekkend bot van de schoudergordel, is gearticuleerd met het achterste bot (posttemporale) via een concaaf gewrichtsoppervlak.
De volgende kenmerken ontbreken in de basale geslachten Paralepidotus en Semiolepis. Geavanceerde callipurbeckiiden bezaten meerdere rijen tandjes langs de rand tussen de kieuwholte en de zijvlakken van het cleithrum. Schubvormige vinstralen aan de bovenrand van de licht gevorkte staartvin waren afwezig. Acht lepidotrichia ondersteunden de vinstralen van de onderste, niet-stekelvormige, lob van de heterocerce staartvin. De schubben waren dik, vierkant, in diagonale rijen gerangschikt en scharnierend aan de voor- en achterkant.

## Geslachten
De Callipurbeckiidae zijn als klade gedefinieerd als de groep die alle geslachten omvat die nauwer verwant zijn aan Callipurbeckia dan aan Macrosemius, Semionotus, Lepidotes of Lepisosteus. Vijf geslachten zijn momenteel opgenomen in de Callipurbeckiidae.
- Paralepidotus Stolley, 1920
- Semiolepis Lombardo & Tintori, 2008
- Callipurbeckia López-Arbarello, 2012 (type)
- Tlayuamichin López-Arbarello & Alvarado-Ortega, 2011
- Macrosemimimus Schröder et al., 2012